# Château Kilronan
 (juin 2019).
Si vous disposez d'ouvrages ou d'articles de référence ou si vous connaissez des sites web de qualité traitant du thème abordé ici, merci de compléter l'article en donnant les références utiles à sa vérifiabilité et en les liant à la section « Notes et références ».
Le Château Kilronan, précédemment connu sous le nom « château de Tenison », est une grande maison de campagne située dans 40 acres (16,18742568 ha) de parcs sur la rive du Lough Meelagh dans le comté de Roscommon en république d’Irlande, à 2 km du village de Ballyfarnon.
La maison, construite à l'origine vers 1820, a été considérablement agrandie dans les années 1880 pour former le bâtiment actuel. La partie la plus récente est un bâtiment irrégulier de deux étages avec une grande tour baronniale adjacente au bâtiment plus ancien. Le château a désormais été transformé en hôtel-spa.

## Histoire
Vers la fin du XVIIIe siècle, la propriété plus tard connue sous le nom de Château Tenison, ainsi que son domaine environnant, appartenaient à la famille Dundas. En 1715, ils le vendirent à Richard Tenison, membre de la famille anglaise Tenison, fils de l'évêque de Meath et député de Dunleer. Il décéda en 1726 et légua la propriété à son fils William, qui fut lieutenant-colonel du 35e Régiment de fantassins en 1746 et député de Dunleer. William passa l'arme à gauche, sans héritiers, peu de temps après en 1728. Le domaine fût légué à son oncle Thomas, puis au fils de Thomas, Thomas Jr. Thomas Junior était haut-shérif de Leitrim en 1763 et député du comté de Monaghan de 1776 à 1783. La propriété, maintenant connue sous le nom de Château de Kilronan, a été transmise au fils unique de Thomas Jordan, un autre Thomas, haut-shérif de Roscommon.
Son fils, Edward King-Tenison, fut haut-shérif de Leitrim en 1845, député de Leitrim de 1847 à 1852 et seigneur lieutenant de Roscommon de 1856 à 1878. À sa mort en 1878, la propriété fut laissée à son gendre Henry King, qui prit alors le nom de Henry King-Tenison et hérita du titre de son frère, devenant le 8e comte de Kingston. C'est le 8e comte de Kingston qui a construit la maison actuelle dans les années 1880 en tant que vaste prolongement néo-gothique de l'ancien bâtiment. Pendant son occupation, une grande partie des terres environnantes ont été vendues.
Après sa mort en 1896, le château fut peu occupé, le 9e comte préférant vivre ailleurs et en 1939, le château fut vendu aux enchères. Le château fut ensuite occupé par une partie du Corps de la construction qui construisait alors une route dans les montagnes. La Commission foncière finit par acquérir la propriété avant de vendre le château à Michael et Brendan Layden. Il a ensuite été transformé en hôtel de luxe par le groupe Hanly en 2006.